# Nuoto ai campionati mondiali di nuoto 2013 - 1500 metri stile libero maschili
Le batterie si sono svolte la mattina del 3 agosto 2013, mentre la finale si è svolta la sera del 4 agosto 2013.

## Medaglie
| Posizione | Atleta               | Paese  |
| --------- | -------------------- | ------ |
| Oro       | Sun Yang             | Cina   |
| Argento   | Ryan Cochrane        | Canada |
| Bronzo    | Gregorio Paltrinieri | Italia |

## Record
Prima della manifestazione il record del mondo (WR) e il record dei campionati (CR) erano i seguenti.
| Record mondiale       | 14'31"02 | Sun Yang Cina | 4 agosto 2012 Londra, Regno Unito |
| Record dei campionati | 14'34"14 | Sun Yang Cina | 31 luglio 2011 Shanghai, Cina     |

Nel corso della competizione non sono stati migliorati record.

## Risultati

### Batterie
| Pos. | Batteria | Corsia | Atleta               | Nazionalità   | Tempo    | Note |
| ---- | -------- | ------ | -------------------- | ------------- | -------- | ---- |
| 1    | 4        | 4      | Sun Yang             | Cina          | 14'54"65 | Q    |
| 2    | 3        | 4      | Ryan Cochrane        | Canada        | 14'55"15 | Q    |
| 3    | 2        | 5      | Connor Jaeger        | Stati Uniti   | 14'56"62 | Q    |
| 4    | 4        | 5      | Gregorio Paltrinieri | Italia        | 14'57"15 | Q    |
| 5    | 3        | 8      | Pál Joensen          | Fær Øer       | 14'57"76 | Q    |
| 6    | 3        | 5      | Jordan Harrison      | Australia     | 14'58"62 | Q    |
| 7    | 4        | 6      | Michael McBroom      | Stati Uniti   | 14'59"73 | Q    |
| 8    | 3        | 3      | Daniel Fogg          | Gran Bretagna | 15'00"48 | Q    |
| 9    | 2        | 6      | Ayatsugu Hirai       | Giappone      | 15'03"45 |      |
| 10   | 4        | 3      | Mateusz Sawrymowicz  | Polonia       | 15'06"45 |      |
| 11   | 2        | 4      | Oussama Mellouli     | Tunisia       | 15'07"89 |      |
| 12   | 2        | 2      | Yohsuke Miyamoto     | Giappone      | 15'09"21 |      |
| 12   | 3        | 2      | Gergely Gyurta       | Ungheria      | 15'09"21 |      |
| 14   | 4        | 1      | Pawel Furtek         | Polonia       | 15'13"88 |      |
| 15   | 4        | 0      | Matias Koski         | Finlandia     | 15'13"97 |      |
| 16   | 2        | 1      | Marc Sánchez         | Spagna        | 15'13"98 |      |
| 17   | 2        | 9      | Devon Brown          | Sudafrica     | 15'14"51 |      |
| 18   | 3        | 6      | Serhiy Frolov        | Ucraina       | 15'17"47 |      |
| 19   | 2        | 3      | Gabriele Detti       | Italia        | 15'18"04 |      |
| 20   | 3        | 9      | Richárd Nagy         | Slovacchia    | 15'22"20 |      |
| 21   | 4        | 7      | Gergő Kis            | Ungheria      | 15'23"26 |      |
| 22   | 4        | 8      | Sören Meißner        | Germania      | 15'23"33 |      |
| 23   | 2        | 8      | Enzo Vial-Collet     | Francia       | 15'23"92 |      |
| 24   | 3        | 7      | Hao Yun              | Cina          | 15'24"63 |      |
| 25   | 4        | 2      | William Brothers     | Canada        | 15'24"74 |      |
| 26   | 3        | 1      | Ahmed Akaram         | Egitto        | 15'27"60 |      |
| 27   | 3        | 0      | Esteban Enderica     | Ecuador       | 15'27"90 |      |
| 28   | 1        | 6      | Mateo de Angulo      | Colombia      | 15'30"59 |      |
| 29   | 1        | 5      | Uladzimir Zhyharau   | Bielorussia   | 15'30"65 |      |
| 30   | 1        | 4      | Ediz Yıldırımer      | Turchia       | 15'38"46 |      |
| 31   | 4        | 9      | Alejandro Gómez      | Venezuela     | 15'38"78 |      |
| 32   | 2        | 0      | Arturo Pérez Vertti  | Messico       | 15'41"38 |      |
| 33   | 1        | 3      | Kevin Yeap           | Malaysia      | 15'46"72 |      |
| 34   | 2        | 7      | Martin Naidich       | Argentina     | 15'56"17 |      |
| 35   | 1        | 2      | Matthew Lowe         | Bahamas       | 16'07"53 |      |

### Finale
| Pos. | Corsia | Atleta               | Nazionalità   | Tempo    | Note             |
| ---- | ------ | -------------------- | ------------- | -------- | ---------------- |
|      | 4      | Sun Yang             | Cina          | 14'41"15 |                  |
|      | 5      | Ryan Cochrane        | Canada        | 14'42"48 |                  |
|      | 6      | Gregorio Paltrinieri | Italia        | 14'45"37 | Record nazionale |
| 4    | 3      | Connor Jaeger        | Stati Uniti   | 14'47"96 |                  |
| 5    | 1      | Michael McBroom      | Stati Uniti   | 14'53"95 |                  |
| 6    | 7      | Jordan Harrison      | Australia     | 15'00"44 |                  |
| 7    | 2      | Pál Joensen          | Fær Øer       | 15'03"10 |                  |
| 8    | 8      | Daniel Fogg          | Gran Bretagna | 15'05"92 |                  |